# Синая (манастир)
Манастирът на Синая, или само Манастир Синая (на румънски: Mănăstirea Sinaia), е православен манастир в Румъния.
Построен е през 1690 – 1695 г. от румънския благородник Михай Кантакузино след поклонническото му пътуване до манастира „Света Екатерина“ на Синайския полуостров и е назован по името на полуострова. Впоследствие градът, който възниква около манастира, започва да се нарича Синая.

## История на манастира
При основаването на манастира са построени монашески корпус и църква (сега наричана „старата църква“). Манастирът е мъжки още от основаването му.
По време на Руско-турската война (1735 – 1739) манастирът е изоставен, а неговите ценности са разграбени. По време на обсадата на манастира от турските войски са повредени манастирските стени. Възстановяването на манастира след тези събития е завършено чак в края на XVIII век.

## Манастирски сгради
Старата църква (на румънски: Biserica veche) е построена при основаването на манастира през 1695 г. До средата на XIX век, когато е построена новата църква, тя е главен храм на манастира (освен нея още тогава има и малка църква в стария монашески корпус).
Стенописите в старата църква са от 1795 г. при реставрацзията след пожара от времето на обсадата на манастира по време на Руско-турската война (1735 – 1739).
Новата църква (на румънски: Biserica nouă) на манастира е построена през 1842 – 1846 г., а в съвременния си вид придобива след реконструкции, извършени в периода 1897 – 1903 г. За запазване на единния ансамбъл новата църква е изпълнена в същия архитектурен стил, както и по-ранните постройки.
Вътрешното пространство е оформено в неовизантийски стил. В притвора на църквата са изобразени основателят на манастира Михай Кантакузино, ктиторът крал Карол I, неговата съпруга Елисавета с дъщеря им Мария, както и митрополит Йосиф, който през 1903 г. освещава църквата след нейното последно преустройство.
Църквата е първата в Румъния с електрическо осветление.
В стария монашески корпус е запазена малка църква (недействаща) от времето на основаването на манастира. Нейните стени са покрити със стенописи с евангелски сюжети, с добре запазен цикъл от фрески, изобразяващи Страстите Христови.
Камбанарията е построена през 1892 г. в съседство с манастирските врати. В нея е окачена камбана, тежаща 1700 кг.
Манастирският музей е първият музей в Румъния, посветен на църковното изкуство. Открит е през 1895 г. Експозицията му съдържа богата колекция от икони, църковна утвар и книги. В музея се съхранява първата Библия, преведена на румънски език.
В манастира се намира и Гробницата на Йонеску, в която е погребан румънският политик Таке Йонеску, министър на външните работи на Румъния през 1920-те години.